# Звонов, Максим Вячеславович
Максим Вячеславович Звонов (укр. Максим В'ячеславович Звонов; до 2020 года — Пустозвонов; род. 16 апреля 1987, Белая Церковь, Киевская область) — украинский баскетболист, игравший на позиции лёгкого форварда.

## Биография
Максим Пустозвонов родился в городе Белая Церковь. Учился в общеобразовательной школе №12 (Белая Церковь), в 8 классе перешел в Киевский областной лицей-интернат физической культуры и спорта (Белая Церковь). Баскетболом начал заниматься с 8 лет. Первым тренером был Дятловский Юрий Николаевич.

## Карьера

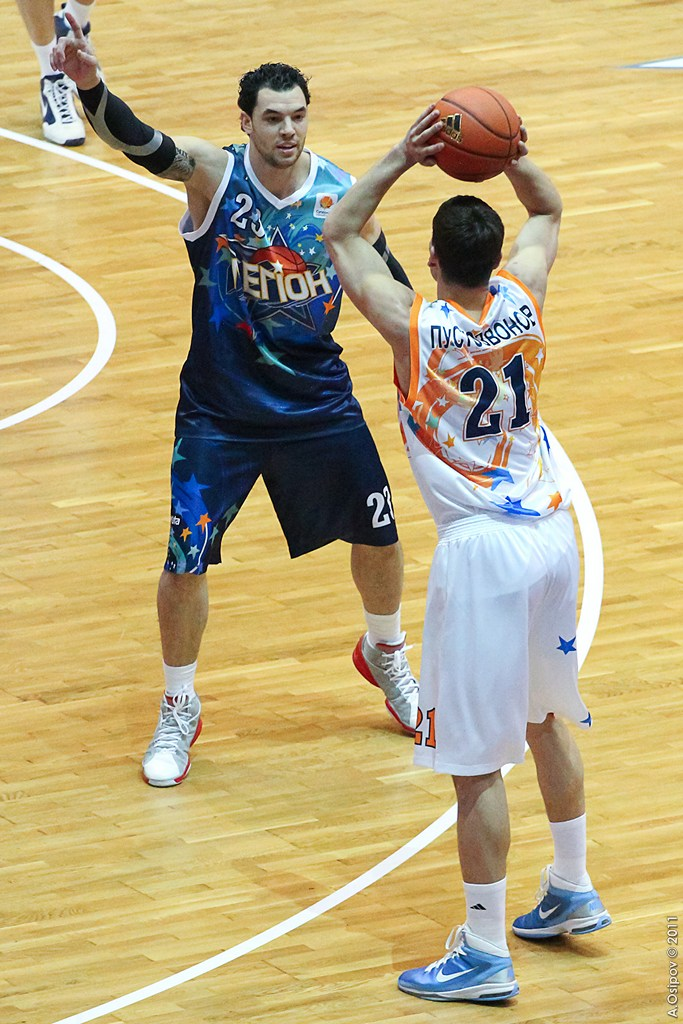
Матч всех звезд баскетбольной Суперлиги

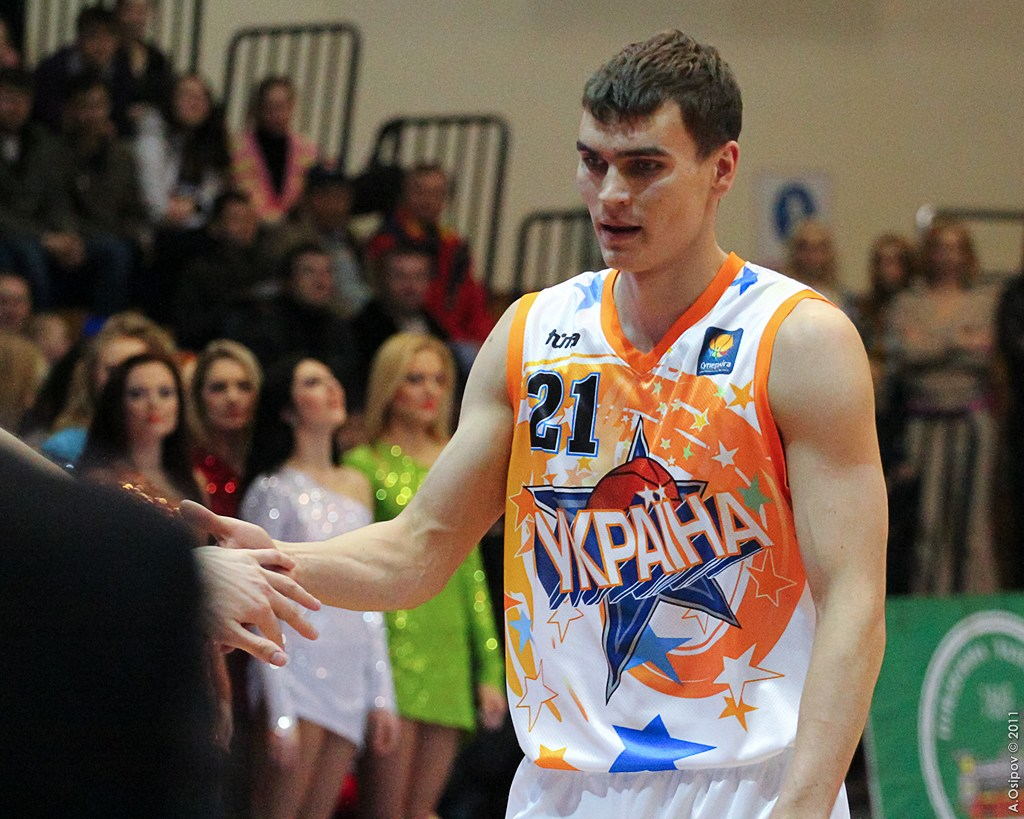
Матч всех звезд баскетбольной Суперлиги

Макс Звонов — один из самых известных и стабильных украинских баскетболистов последних лет. На профессиональном уровне начал выступать в 2004 года в БК «Киев», где провел шесть лет. В 2010 был капитаном команды и получил награду «Самый прогрессирующий игрок сезона».
В 2010 году переехал в Мариуполь, где стал играть за лучший украинский клуб того времени БК «Азовмаш». В составе БК «Азовмаш» получил награду MVP тура в игре против литовского БК «Жальгирис». Участник Финала 4-х Единой Лиги ВТБ в Казани.
В 2011 году перешел в состав команды БК «Донецк», где провел два сезона и выиграл чемпионат Украины в 2012 году и дошел до 1/4 финала Еврокубка.
В 2013 году на один год вернулся в БК «Азовмаш» и завоевал бронзовые медали чемпионата Украины.
В 2014 году подписал контракт с киевским БК «Будивельником» и был одним из лидеров киевского клуба, где провел один сезон. В составе киевлян стал обладателем Кубка Украины и самым ценным (MVP) игроком турнира, обыграв в финале «Днепр».
С 2015 по 2016 год выступал в составе румынского клуба «Питешти» где попадал трёхочковые броски с рекордным 56,8 % за сезон.
С 2016 по 2017 год выступал в составе румынского клуба «Университатя». В 2017 в составе команды из Клуж-Напоки стал чемпионом и обладателем Кубка и Супер Кубка Румынии.
Попадает в 4-ку баскетболистов в истории сборной Украины по количеству сыгранных официальных матчей.
20 октября 2017 года выставил свою кандидатуру на драфт Д-лиги НБА. Был выбран в первом раунде под 17-м номером клубом «Мемфис Хастл». Практически сразу был обменян в «Кантон Чардж», который является фарм-клубом вице-чемпиона НБА «Кливленд Кавальерс». В начале марта 2018 года «Кантон Чардж» прекратил сотрудничество с Максимом Пустозвоновым.
В конце сентября 2018 года подписал контракт с баскетбольным клубом «Динамо» Одесса.
В августе 2019 года стало известно, что Максим Звонов подписал контракт с баскетбольным клубом «Киев-Баскет».
В середине января 2021 года стало известно о возвращение Максима Звонова в «Будивельник». Максим будет выступать в «Будивельнике» под фамилией Звонов.

## Выступления за сборную
В составе национальной сборной Макс выступал на чемпионате Европы 2011, 2013, 2015 и 2017 годов, а также участвовал в Кубке Мира в Испании, в 2015 году.
Участник летней Универсиады 2009 года в Белграде.
Чемпион Европы U18 (дивизион В) в Словакии, Ружемберок.
Серебряный призер чемпионата Европы U20 (дивизион В) в Португалии, Лиссабон.

## Титулы и достижения
Командные
БК Донецк:
Чемпион Украины, 2012
БК "Будивельник":
Обладатель и MVP Кубка Украины, 2015
Обладатель Кубка Украины, 2021
"Университатя":
Чемпион Румынии, 2017
Обладатель Кубка Румынии, 2017
Обладатель Супер Кубка Румынии, 2017
Индивидуальные
Мастер Спорта Международного класса.
Самый прогрессирующий игрок, 2010
MVP тура лиги ВТБ, 2011
Самый ценный игрок Кубка Украины, 2015
Победитель конкурса трехочковых Матча звезд Суперлиги, 2020

## Личная жизнь
1 февраля 2020 года, во время Матча звезд Суперлиги, Максим Пустозвонов сделал предложение своей возлюбленной Лане Кауфман. Свадьба состоится в 2021 году. 
6 ноября 2020 года в одной из клиник Майами у пары родился сын Лев.

## Интересные факты
- Со своей будущей женой познакомился на вейкбазе в Киеве, когда снимали программу с участием Максима.

- В 2020 году, после проведенного исследования генеалогического семейного древа, сменил фамилию на Звонов.

- Увлекается вейкбордом и рыбалкой.